# スタッフォード・ビーア
スタッフォード・ビーア (英: Stafford Beer, 1926年9月25日—2002年8月23日) は、オペレーションズ・リサーチおよび経営サイバネティクス (英: management cybernetics) の分野で知られるイギリスの経営コンサルタント・研究者である。

## 生涯
アンソニー (Anthony) スタッフォード・ビーアとしてロンドンに生まれた。 ロンドン大学ユニバーシティ・カレッジで哲学を専攻したが、第 2 次世界大戦中の1944年、陸軍に参加するため中退した。 1947年までインドで軍務に服し、1949年に大尉まで昇進したのちに復員した。21歳の頃、ファーストネームであるアンソニーを自身の名前から除いた。
その後イギリスの製鉄会社ユナイテッド・スチール (英: United Steel Companies) に加わり、経営者を説得して自らをリーダーとするオペレーションズ・リサーチ部門を設立した。 同社を1961年に退職してからは、ロジャー・エディソン (Roger Eddison) とともに SIGMA (英: Science in General Management) とよばれる OR のコンサルタント業を開始した。 さらに1966年に SIGMA を去り、その顧客であった出版会社 IPC (英: International Publishing Corporation) に勤務した。 IPC では開発部門の責任者に任命され、最新のコンピュータ技術の導入を推し進めた。 その後、社会システムに対する関心を強め、1970年からはそれに焦点をあてた独立コンサルタント業を開始した。
1970年に南米チリのアジェンデ政権からの申し出を受け、チリの国営企業を運営する実時間コンピュータ制御システム「サイバーシン」の開発を行った。 この計画は1973年のピノチェトによるチリ・クーデターによって完成を見ることなく断念されたが、ビーアはその後も中南米でメキシコ、ウルグアイ、ベネズエラ各政府のためのコンサルタント業を継続した。しかし1970年代中頃には自らの財産を放棄してウェールズ中部に移り、ほとんど禁欲的なまでの生活を送った。 1980年代にはカナダ、トロント中心街に 2 番目の自宅を建設してイギリスとカナダに交互に暮らす生活を送った。
マンチェスター・ビジネス・スクールの他、30 に近い大学の客員教授を務め、リーズ大学、ザンクトガレン大学、サンダーランド大学、バリャドリッド大学から名誉博士号を受けた。 また “World Organization of Systems and Cybernetics” の代表を務めた。2度の結婚をし、また晩年の20年間は同じサイバネティクス研究者のアレンナ・レオナード (英: Allenna Leonard) がパートナーであった。 5人の息子と3人の娘がおり、そのうちヴァニラ・ビーア (英: Vanilla Beer) は芸術家・エッセイストである。

## 業績
オペレーションズ・リサーチ (OR) はもともと兵器の運用面での効率化をめざす数理的な方法として第二次世界大戦中のイギリス軍で発達したものであった。 ビーアは従軍中にこの OR を知ると、すぐさまそれが企業経営へもたらされたときの利点を理解することになった。
一方、戦後アメリカでは数学者ノーバート・ウィーナー (Norbert Wiener) や神経生理学者ウォーレン・マッカロ (Warren McCulloch) らによって制御理論的観点から生物を含むシステムを記述しようとするサイバネティクスと名付けられた学問が立ち上げられていた。 1950年代末にビーアは、これらウィーナーやマッカロ、そして特にウィリアム・ロス・アシュビー (William Ross Ashby) のアイデアを元に、サイバネティクスと経営とに関する最初の著書を出版した。
1970年代にかけて一連の著書を立て続けに出版し、このうち特に最後の 3 つは彼自身が有機的に構成された組織のモデルとして提示した「生存可能システム・モデル」 (英: Viable System Model, VSM) に関するものであった。 VSM はビーアが環境に適応しつつ生存するすべての有機的組織が保持するものと主張した 5 つの階層からなるモデルである。
また1990年代に出版されたビア最後の著作は「チーム・シンテグリティ」 (英: Team Syntegrity) と呼ばれたモデルに関するもので、これは 10 人から 42 人の比較的小さなチームに対し適用できる非階層的な問題解決の形式モデルであった。 Syntegrity は登録商標であり、おそらくは synergy (相乗効果) と integrity  (統合性、完全性) との合成語である。

## 著作
- 1959, Cybernetics and Management, English Universities Press
- 1966, Decision and Control, Wiley, London
- 1972, Brain Of The Firm, Allen Lane, The Penguin Press, London, Herder and Herder, USA.
- 1974, Designing Freedom, CBC Learning Systems, Toronto, 1974; John Wiley, London and New York, 1975.
宮沢光一, 関谷章訳 『管理社会と自由』 1981, 啓明社.
- 1975, Platform for Change, John Wiley, London and New York. Reprinted with corrections 1978.
- 1977, Transit; Poems, CWRW Press, Wales. Limited Edition, Private Circulation.
- 1979, The Heart of Enterprise, John Wiley, London and New York. Reprinted with corrections 1988.
- 1981, Brain of the Firm; Second Edition (much extended), John Wiley, London and New York.
宮沢光一監訳, 関谷章他訳 『企業組織の頭脳 — 経営のサイバネティックス』 1987, 啓明社, ISBN 490614313X.
- 1983, Transit; Poems, Second edition (much extended). With audio cassettes: Transit – Selected Readings, and one Person Metagame; Mitchell Communications, Publisher, PO Box 2878, Charlottetown, PEI, Canada.
- 1985, Diagnosing the System for Organisations; John Wiley, London and New York. Reprinted 1988, 1990, 1991.
関谷章, 土谷幸久, 高松和幸訳 『企業組織のシステム診断』 1994, 杉山書店, ISBN 4790002357.
- 1986, Pebbles to Computer: The Thread; (with Hans Blohm), Oxford University Press, Toronto.
- 1994, Beyond Dispute: The Invention of Team Syntegrity; John Wiley, Chichester.